# Fifi Brindacier
Cet article concerne le personnage. Pour les autres significations, voir Fifi Brindacier (homonymie) et Fifi.
Fifi Brindacier (en suédois : Pippi Långstrump, soit « Pippi longues chaussettes »), de son nom complet Fifilolotte Victuaille Cataplasme Tampon Fille d'Efraïm Brindacier (en suédois : Pippilotta Viktualia Rullgardina Krusmynta Efraimsdotter Långstrump) est le personnage principal d'une série de romans pour enfants écrits à partir de 1945 par la romancière suédoise Astrid Lindgren.
Les quatre premiers romans de la série ont été adaptés pour la télévision en 1969 avec Inger Nilsson dans le rôle de Fifi. Cette adaptation télévisée a rencontré un grand succès dans plusieurs pays d'Europe. La série a également été adaptée en dessin animé.
En Suède, Fifi Brindacier est considérée comme une icône féministe : libre, indépendante, puissante, la jeune héroïne remet en question les rapports de pouvoir entre adultes et enfants, entre garçons et filles. En France, les romans ont été largement aseptisés par les premières traductions, qui  ont ôté au personnage une grande partie de sa force rebelle.

## Personnage

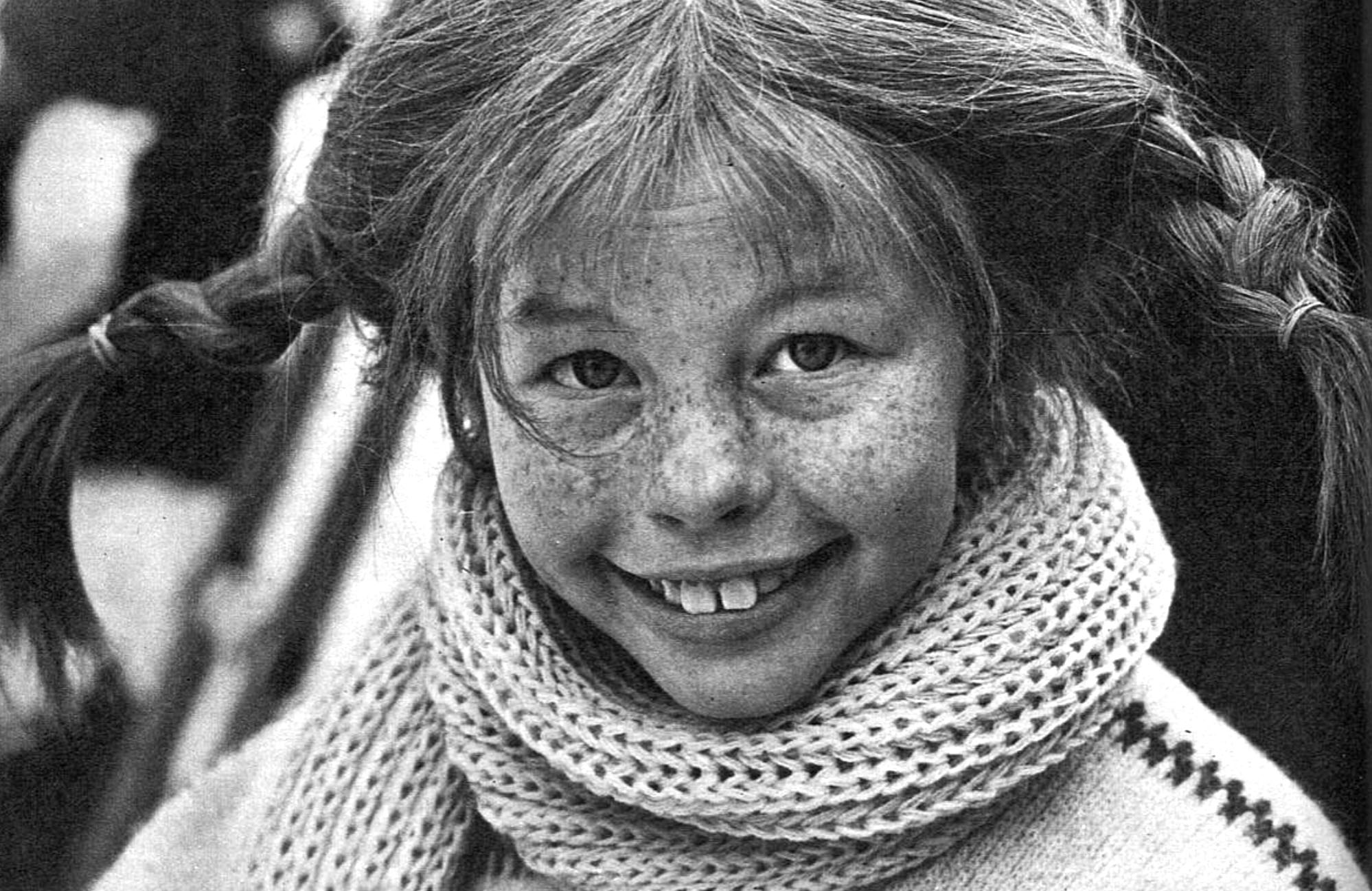
Inger Nilsson figurant Pippi Långstrump (1968)

Selon Astrid Lindgren, « La petite fille - Fifi - représente ma propre recherche d'une figure qui possède du pouvoir mais n'en abuse pas ».
Fifi Brindacier est une enfant aux cheveux roux et au visage constellé de taches de rousseur possédant une force hors du commun. Elle se proclame elle-même « La petite fille la plus forte du monde ». Elle résout généralement les conflits de manière non violente et protège les autres enfants. Fifi a été fréquemment décrite par les critiques littéraires comme chaleureuse, pleine de compassion, gentille, futée, généreuse, joueuse, maligne jusqu'au point de surpasser les adultes dans l'art de la conversation. Laura Hoffeld[Qui ?] écrit que même si « la nature de Fifi tend vers l'égoïsme, l'ignorance et le mensonge », elle « est simultanément généreuse, rapide et sage, et sincère envers elle-même et les autres »[réf. nécessaire].

## Synopsis
Fifi, le personnage principal de la série de romans, vit dans la Villa Drôlederepos (également appelée Villa « Villekulla ») avec Monsieur Nilsson (ou Monsieur Dupont), un petit singe, et Oncle Alfred, un cheval. Cette petite fille rousse de neuf ans, « pas plus haute que trois pommes », a pour père le capitaine Efraïm Brindacier, le roi des mers du Sud. Avant qu'il ne devienne roi, il était pirate et on l'appelait la terreur des mers du Nord. Selon Fifi, il serait trop gros pour se noyer. 
Fifi est également très riche (elle possède un coffre rempli de pièces d'or) et très forte (elle est capable de porter son cheval et d'échapper à deux policiers). Elle a deux amis, Annika et Tommy Settergren, qui habitent la maison voisine de celle de Fifi. Ces deux derniers sont souvent impressionnés par Fifi qui peut se coucher quand elle le désire ou encore monter sur le mobilier de sa villa et s'amuser avec ce qui lui plaît.

## Genèse de l'œuvre

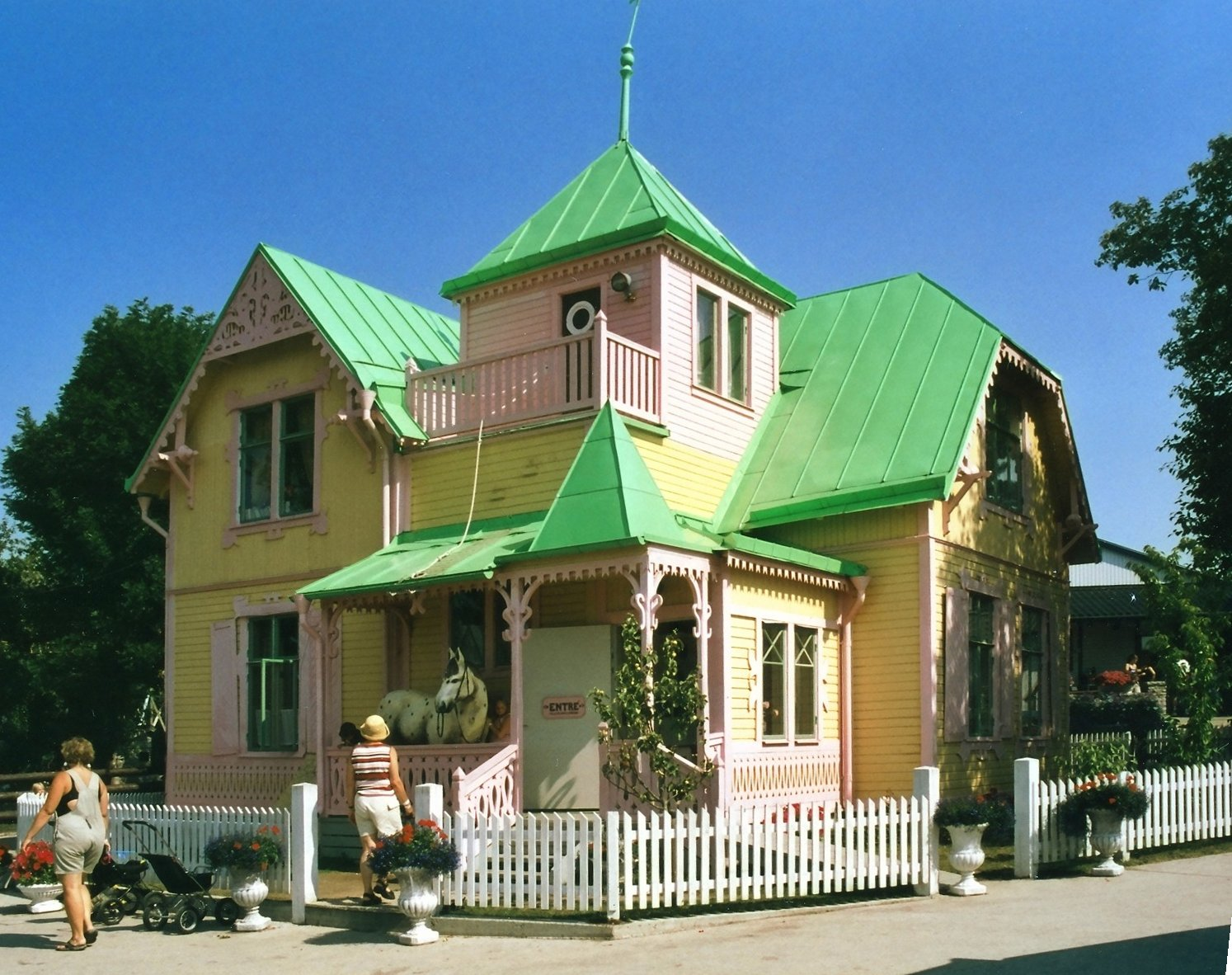
À Kneippbyn, près de Visby, sur l'île de Gotland, se trouve la, rendue célèbre par Fifi Brindacier. C'est le bâtiment original des films tournés sur l'île. On peut voir dans cette maison la machine à écrire d'Astrid Lindgren et la veste de Monsieur Nilsson, le singe de Fifi.

Jens Andersen, biographe d'Astrid Lindgren, indique de nombreuses sources d'influence et d'inspiration pour le personnage de Fifi, comme les théories éducatives des années 1930, dont celles de A.S. Neill et Bertrand Russell, mais aussi des films et comics contemporains où figuraient des personnages prodigieusement forts (ex. : Superman et Tarzan). Les références littéraires sont aussi nombreuses, comme Les Aventures d'Alice au pays des merveilles, Anne… la maison aux pignons verts et Papa longues jambes, qui s'ajoutent à des mythes, contes de fées et légendes. Andersen ajoute que le contexte misanthrope et émotionnellement refréné de la Seconde Guerre mondiale a été une des plus grandes influences dans l'écriture du personnage de Fifi par Lindgren, présentée comme pacifiste, généreuse et bienveillante.
Astrid Lindgren crée en 1941 le personnage de Fifi Brindacier pour sa fille Karin, souffrant d'une inflammation pulmonaire, qui adore écouter les histoires racontées par sa mère. Lindgren invente des histoires à propos d'une fille « tout-sauf-sainte » avec une « énergie sans limite ». Petite fille, Karin s'identifie à Annika et Tommy plutôt qu'à Fifi, qui semble avoir une personnalité très différente de la sienne.
Peu à peu, Fifi Brindacier devient célèbre auprès des cousins et amis de Karin, qui aiment eux aussi suivre ses aventures. En 1944, en se remettant d'une cheville foulée, Astrid Lindgren écrit les histoires de Fifi Brindacier en sténographie, une méthode qu'elle a utilisée pendant toute sa carrière d'écrivain. Une copie de la version finale du manuscrit a été transformée en un livre fait maison et a été offerte à Karin le 21 mai, en même temps qu'une autre était envoyée chez l'éditeur Bonnier Förlag, où elle a été rejetée en septembre pour être « trop avancée ».
Les éditions danoises ont été illustrées par Ingrid Vang Nyman (1916-1959).

## Accueil critique et postérité

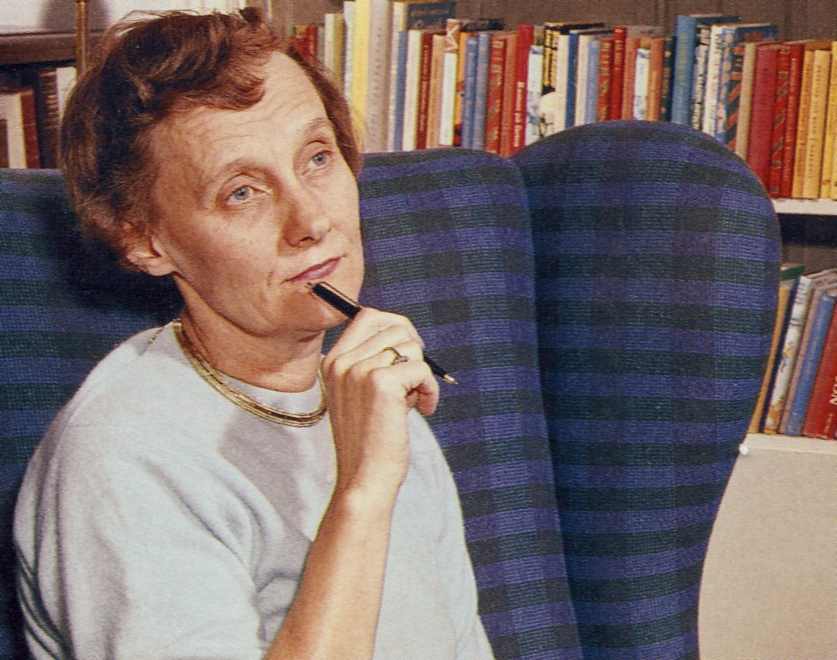
Astrid Lindgren en 1960.

Ce personnage hors du commun a contribué à lutter contre les représentations stéréotypées et sexistes des enfants dans les livres pour la jeunesse. Lors des premières publications, Fifi Brindacier fut décriée, nombre d'adultes pensant qu'un personnage destiné aux enfants devait être sage et moins hors-norme. Sur la scène punk des années 1980 (surtout en Allemagne), on a pu voir des jeunes filles vêtues comme Fifi et des groupes interpréter le générique de la série télé, notamment Wizo et Die Frohlix. Fifi et Zora la rousse étaient des symboles politiques.
Dans la trilogie suédoise de polars Millénium (2005-2007), le personnage de Lisbeth Salander est inspiré de Fifi Brindacier. Il y est d'ailleurs fait référence à de nombreuses reprises dans le texte.
Dans le jeu vidéo World of Warcraft, le personnage vendeur de chevaux des montagnes pour les Worgen à Darnassus, Astrid Langstrump, est inspiré de Fifi Brindacier et de l'autrice des romans.

## Versions expurgées
Contrairement à de nombreux autres pays, les éditeurs français boudent Fifi Brindacier malgré le grand succès de la première édition française en 1951 : cette traduction chez Hachette est en réalité une adaptation pour la jeunesse française, tant elle est éloignée du texte original.
La traduction fait de Fifi une « anarchiste en camisole de force » ,. Peu de rééditions paraîtront jusqu'à la nouvelle traduction de 1995.
En 2015, le texte des aventures a été revu en Suède en raison de certains passages jugés racistes : le père de Fifi qui était désigné comme « le roi des Nègres » est devenu « le roi des mers du Sud ».

## Liste des éditions françaises
(liste établie selon le site de la Bibliothèque nationale de France. La 1re date est celle de la 1re parution française)
- 1951 : Mademoiselle Brindacier (Pippi Långstrump, 1944) Traduit par Marie Loewegren, illustré par Mixi-Bérel ; Hachette, coll. « Bibliothèque rose illustrée », 253 p.Réédition en 1962 sous le titre : Fifi Brindacier, traduit par Marie Loewegren, illustré par Noëlle Lavaivre, Hachette, coll. « Nouvelle bibliothèque rose » no 104.Nouvelle traduction en 1995 d'Alain Gnaedig, illustré par Daniel Maja.

- 1953 : Fifi princesse (Pippi Långstrump går ombord, 1946)Réédition en 1962, traduit par Marie Loewegren, illustré par Noëlle Lavaivre, Hachette, coll. Nouvelle bibliothèque rose no 136.Nouvelle traduction en 1995 par Alain Gnaedig, illustré par Daniel Maja.

- 1978 : Fifi à Couricoura (Pippi Långstrump i söderbravet, 1948) Nouvelle traduction en 1995 d'Alain Gnaedig, ill. Daniel Maja ; coll. : Le livre de poche. Jeunesse no 546.

- 1979 : Connais-tu Fifi Brindacier ? (Känner du Pippi Långstrump ?, 1947) Traduit par L.E. Junker, illustré par Ingrid Vang Nyman ; édition Chantecler

- 2007 : Fifi Brindacier, l'intégrale, Paris, Hachette.

## Les noms de Fifi dans différentes langues

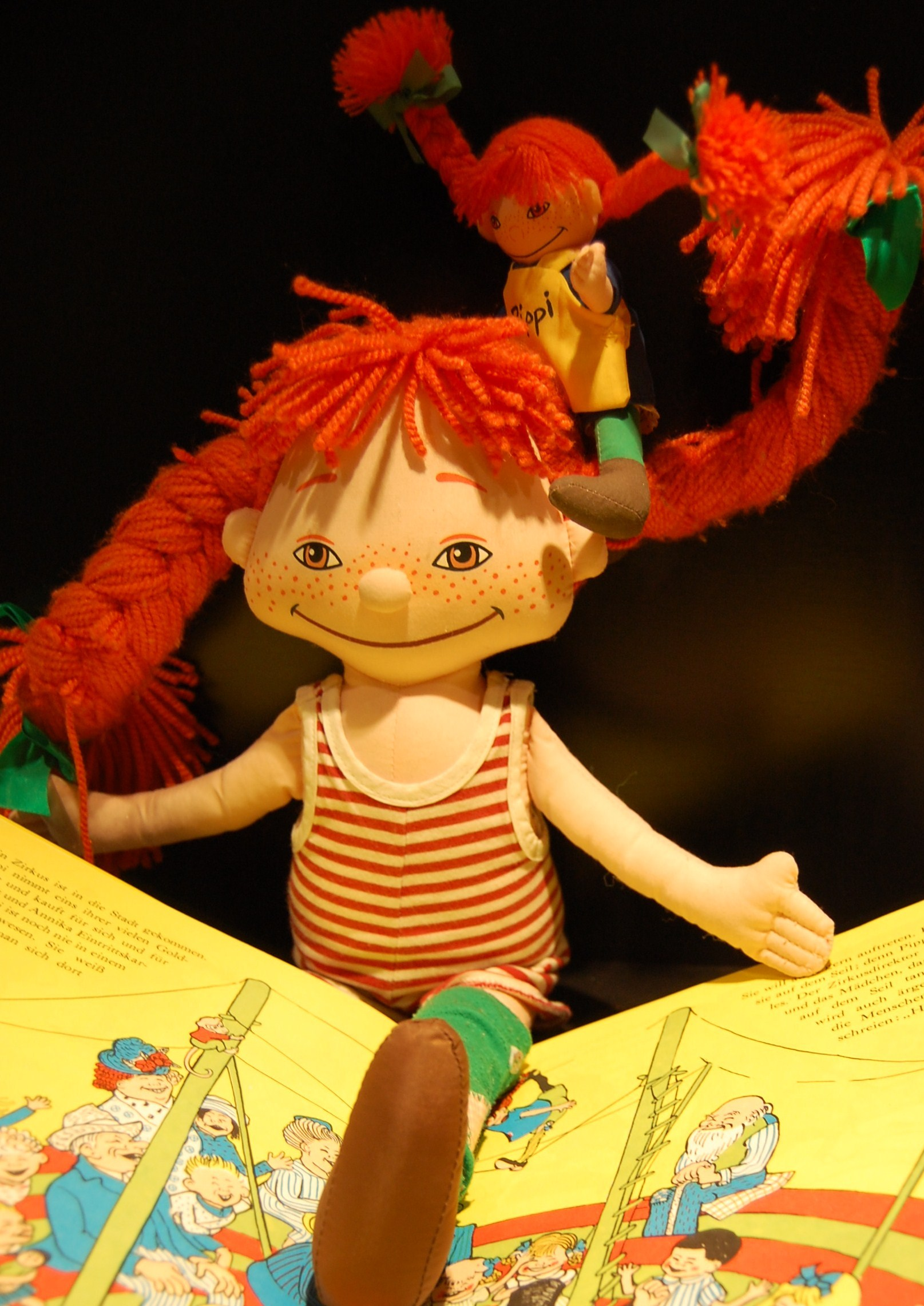
Poupée représentant Fifi

Dans les œuvres originales suédoises, Fifi se prénomme Pippilotta Viktualia Rullgardina Krusmynta Efraimsdotter Långstrump, certains de ces mots n'étant pas traduisibles en français.
En 2019, le livre a été traduit dans 75 langues. Voici la liste de certains des noms complets de Fifi Brindacier dans d'autres langues que le français :
- Afrikaans : Pippi Langkous
- Albanais : Pipi Çorapegjata
- Allemand : Pippi Langstrumpf, de son nom complet Pippilotta Viktualia Rollgardina Pfefferminz Efraimstochter Langstrumpf
- Anglais : Pippi Longstocking, de son nom complet Pippilotta Delicatessa Windowshade Mackrelmint Ephraim's Daughter Longstocking
- Arabe : جنان ذات الجورب الطويل
- Arménien Երկարագուլպա Պիպին
- Azerbaïdjanais : Pippi Uzuncorablı
- Basque : Pipi Galtzaluze
- Biélorusse : Піпі Доўгаяпанчоха
- Bosniaque : Pipi Duga Čarapa, de son nom complet Pipilota Viktuala Rulgardina Krusmjanta Efraimsdoter Lungstrump
- Breton : Pippi Långstrump
- Bulgare : Пипи Дългото Чорапче, de son nom complet Пипилота Виктуалия Транспаранта Ментолка Ефраимова Дългото чорапче
- Chinois : 长袜子 皮皮 (prononcé en Mandarin comme "Tchhǎngwàzeu Pípí" -- "Pipi Chaussettes longues"), de son nom complet 皮皮露达·维多利亚·鲁尔加迪娅·克鲁斯蒙达·埃弗拉伊姆·长袜子 (transcrit en Pinyin comme "Pípí Lòudá Wéiduōlìyà ['Victoria'] Lǔěrjiādíyà Kèlǔsīmengdá āifúlāyīm ['Ephraïm'] Zhǎng wàzi ['Chaussettes longues'])
- Catalan : Pippi Calcesllargues
- Cinghalais : දිගමේස්දානලාගේ පිප්පි
- Coréen : 삐삐 롱스타킹 ou 말괄량이 삐삐
- Croate : Pipi Duga Čarapa, de son vrai nom complet Pipilota Viktuala Rulgardina Krusmjanta Efraimsdoter Lungstrump
- Créole seychellois : Pippi Gransoset
- Danois : Pippi Langstrømpe
- Espagnol : Pipi Calzaslargas (Espagne); Pipi Mediaslargas et à l'occasion Pepita Mediaslargas; suivant les versions, son nom complet serait Pippilotta Delicatessa Windowshadow Mackrelmint Efraim's Daughter Longstocking ou Delicatessa Pippilotta WindowShade Efraín Mackrelmint de Calzaslargas hija
- Espéranto : Pipi Ŝtrumpolonga, de son nom complet Pipilota Viktualia Rulkurtena Krispmenta Efraimidino Ŝtrumpolonga
- Estonien : Pipi Pikksukk, de son nom complet Pipilota Viktuaalia Rullkardiine Piparmünta Eefraimitütar Pikksukk
- Féroïen : Pippi Langsokk
- Finnois : Peppi Pitkätossu, de son nom complet Peppilotta Sikuriina Rullakartiina Kissanminttu Efraimintytär Pitkätossu
- Français : Fifi Brindacier, de son nom complet Fifilolotte Victuaille Cataplasme Tampon Fille d'Efraïm Brindacier ou  Fifilotta Provisionia Garbadinia Pimprenella Brindacier
- Gaélique écossais : Pippi Fhad-stocainneach, de son nom complet Pippilottag Biotailteag Crochbhratag Cluaranag NicEphraim Fhad-stocainneach[10]
- Galicien: Pippi Mediaslongas, de son nom complet Pippilota Victualia Cortinela Piperminta Efraímez Mediaslongas
- Gallois : Pippi Hosan-hir
- Géorgien : პეპი გრძელი წინდა (pepi grjeli cinda) ou პეპი მაღალიწინდ (pepi maḡalicind), de son nom complet პეპილოტა ვიქტუალინა როლგარდინა ეფრაიმსდოტერ გრძელი წინდა (pepilota vik'tualina rolgardina ep'raimsdoter grjeli cinda)
- Grec : Πίπη Φακιδομύτη = Pipi Fakidomyti ("Pipi au nez constellé de taches de rousseur")
- Hébreu : בילבי בת-גרב ("Bilbi Fille à la Chaussette"), בת-גרב גילגי dans les premières traductions
- Hindi : Pippī Lambemoze
- Hongrois : Harisnyás Pippi, de son nom complet Harisnyás Pippilotta Citadella Intarzia Majolika Ingaóra
- Indonésien : Pippi Si Kaus (Kaki) Panjan
- Islandais : Lína Langsokkur, de son nom complet Sigurlína Rúllugardína Nýlendína Krúsimunda Eiríksdóttir --ou Efraímsdóttir-- Langsokkur
- Italien : Pippi Calzelunghe, de son nom complet Pippilotta Viktualia Rullgardina Succiamenta Efraisilla Calzelunghe
- Japonais : 長くつ下のピッピ (ながくつしたのピッピ), nom complet ピピロッタ・ヴィクトゥアリア・ルルガーディナ・クルスミュンタ・エフライムスドッテル・ロングストルンプ
- Kurde : پیپیی گوێره‌ویدرێژ
- Letton : Pepija Garzeķe
- Lituanien : Pepė Ilgakojinė, de son nom complet Pepilota Viktualija Rulgaldina Krusminta Efraimo duktė Ilgakojinė
- Macédonien : Пипи долгиот цорап
- Norvégien : Pippi Langstrømpe, de son nom complet Pippilotta Viktualia Rullgardina Krusmynta Efraimsdatter Langstrømpe
- Néerlandais : Pippi Langkous, de son nom complet Pippilotta Victualia Rolgordijna Kruizemunta Efraïmsdochter Langkous
- Persan : پی‌پی جوراب‌بلنده
- Pilipino : Potpot Habangmedyas
- Polonais : Pippi Pończoszanka, de son nom complet Pippilotta Wiktualia Firandella Złotomonetta Pończoszanka ; la première traduction était Fizia Pończoszanka, et les films en allemand qui l'appellent "Pippi Langstrumpf", l'ont aussi fait connaître sous ce nom en Pologne
- Portugais : Píppi Meialonga (au Brésil) (ou parfois Bibi Meia-Longa) ; au Portugal, Pippi das Meias Altas ; de son nom complet Pippilotta Comilança Veneziana Bala-de-Goma Filhefraim Meialonga
- Roumain : Pippi Şoseţica ; quelquefois Pippi Ciorap Lung
- Rrom : Pippi longo trinfja
- Russe : Пеппи Длинный Чулок ou Пеппи Длинныйчулок, de son nom complet Пеппилотта Виктуалия Рульгардина Крисминта Эфраимсдоттер Длинныйчулок
- Serbe : Пипи Дугачка Чарапа ou Pipi Dugačka Čarapa, de son vrai nom complet Пипилота Виктуала Рулгардина Крусмјанта Ефраимсдотер Лунгструмп
- Slovaque : Pippi Dlhá Pancucha
- Slovène : Pika Nogavička, de son nom complet Pikapolonica Zmagoslava Marjetica Nogavička
- Suédois : Pippi Långstrump, de son nom complet Pippilotta Viktualia Rullegardinia Krusemynta Efraimsdotter Långstrump ; dans cette langue, viktualier veut dire « victuailles », un rullgardin est un « store enrouleur », krusmynta désigne la « menthe verte » et Efraimsdotter signifie « fille d'Efraïm » (Brindacier)
- Tchèque : Pippi Dlouhá punčocha, de son nom complet Pipilota Citónie Cimprlína Mucholapka Dlouhá Punčocha
- Thaï : ปิปปิ ถุงเท้ายาว
- Turc : Pippi Uzun Çorap
- Ukrainien : Пеппі Довгапанчоха
- Vietnamien : Pippi Tất Dài
- Yiddish : פּיפּפּי לאָנגסטאָקקינג

## Adaptations
- Fifi Brindacier (Pippi Långstrump), une série télévisée germano-suédoise réalisée en 1969 par Olle Hellbom et portant sur le personnage éponyme ;
- Fifi Brindacier et les Pirates (Pippi Långstrump på de sju haven), un long métrage suédois réalisé par Olle Hellbom en 1970 ;
- Les Randonnées de Fifi Brindacier (På rymmen med Pippi Låmgstrump), un long métrage suédois réalisé par Olle Hellbom en 1970 ;
- Les Nouvelles Aventures de Fifi Brindacier (The New Adventures of Pippi Longstocking) un film suédo-américain réalisé par Ken Annakin, sorti en 1988 ;
- Fifi Brindacier (Pippi Långstrump), un long métrage d'animation suédois réalisé par Michael Schaack et Clive A. Smith en 1997 ;
- Fifi Brindacier (Pippi Longstocking), une série télévisée d'animation germano-suédo-canadienne, produite la même année par Nelvana et Svensk Filmindustri.